# 康纳·麦克格兰蒂斯
康納·麦格蘭德爾（英語：Conor McGrandles；1995年9月24日—）是一位蘇格蘭足球運動員。在場上的位置是中場。他現在效力於英格蘭足球超級聯賽球隊诺里奇城。他是在2014年8月轉會諾維奇城的。

## 外部連結
- 足球数据库：康纳·麦克格兰蒂斯的球员统计数据